# Secretul lui Nemesis
Secretul lui Nemesis este un film de comedie românesc din 1987, regizat de Geo Saizescu după scenariul lui Titus Popovici. Rolurile principale sunt interpretate de actorii Gheorghe Dinică, Carmen Galin, Emil Hossu, Ileana Stana Ionescu, Sebastian Papaiani, Stela Popescu, Rodica Popescu-Bitănescu, Cornel Gîrbea, Vladimir Găitan și Dumitru Rucăreanu. 
Subiectul filmului îl reprezintă depistarea și distrugerea unei rețele infracționale organizate în România comunistă în jurul unui administrator de bloc avid de putere. Dat afară din funcția de director al unui complex, poziție din care a săvârșit numeroase abuzuri, N.M. Siseanu a pus bazele unei secte religioase profitând de credulitatea și naivitatea oamenilor. El i-a convins pe membrii sectei să-i pună la dispoziție sume mari de bani. 

## Rezumat
După căsătorie, ziaristul Victor Mirea zis Balaurul (Emil Hossu) și avocata B. B. Mirea (Carmen Galin) se mută împreună într-un apartament dintr-un bloc aflat în zona centrală a Bucureștiului. Încă de la început ei se confruntă cu suspiciunea administratorului de bloc N. M. Siseanu (Gheorghe Dinică), care este curios să afle cât timp vor să locuiască în acel imobil. Siseanu este un fost director de complex, care a săvârșit numeroase abuzuri pentru a-și masca incompetența. El este considerat ca „neperformant” și înlocuit din funcție de A. S. Fulescu (Dumitru Rucăreanu), un fost consilier expert și vecin de bloc.
Devenit pensionar, N.M. Siseanu se teme de perspectiva de a-și pierde puterea asupra celor din jur. El se consideră un „geniu neînțeles și nedreptățit” și devine obsedat de ideea de răzbunare. Rămas fără ocupație, Siseanu își petrece vremea spionându-și și persecutându-și cu sadism vecinii de bloc și dându-i în judecată pentru cele mai bizare învinuiri. El are deschise 16 procese pe rolul tribunalului, în care își acuză unii vecini de spionaj, prostituție, corupere de minori, întreruperi de sarcină și tentativă de omor, aducând permanent aceiași doi martori oculari: vecinii Olga Limbășanu (Ileana Stana Ionescu) și Radu Poprescu (Sebastian Papaiani). El încearcă astfel să-i silească pe vecini să se mute din bloc, pentru a-și aduce acolo unele persoane apropiate. Într-o seară ploioasă, Siseanu îl abordează pe Fulescu și îi propune să vină la el pentru a juca o partidă de poker, dar miza crește treptat, iar Radu Poprescu, omul lui N.M.S., câștigă și obține apartamentul, mașina și toți banii noului director de complex. Administratorul de bloc se răzbună astfel pe cel care i-a luat postul.
Mutarea în bloc a Balaurului atrage atenția lui Siseanu. El trimite scrisori anonime lui Virgil Cocean (Ion Besoiu), șef de secție la cotidianul „Atitudinea”, în care îl acuză pe ziarist că ar face petreceri ce tulbură liniștea locatarilor, că ar întreține relații nepotrivite cu medicul stomatolog Luci Roman (Cezara Dafinescu), vecină de bloc, și că ar fi făcut propuneri rușinoase chiar și unor bărbați. Scrisori anonime ajung și la soția sa, strecurându-i în suflet ideea că Victor o înșală cu alte femei. Siseanu îi propune lui Mirea să se mute din bloc, oferindu-i un apartament în cartierul Cotroceni.
În timpul unui proces în care N.M. Siseanu o acuză pe vecina Ana Bodeanu (Stela Popescu), profesoară de gimnastică, că își împinge fetele să practice prostituția, B.B. Mirea, avocata învinuitei, este surprinsă să constate că majoritatea locatarilor din bloc vin să depună mărturie mincinoasă pentru a-i confirma spusele lui Siseanu. Dornică să afle cum reușește acesta să exercite o atât de mare autoritate asupra vecinilor săi, avocata se preface a-l admira pe administrator pentru puterea sa de convingere și se lasă sedusă de el. Pentru a fi mai convingătoare, ea îl anunță pe Victor că va intenta divorț. Anterior, Olga Limbășanu, geloasă pe B.B., făcuse o plngere la procuratură împotriva lui Siseanu pe care-l acuzase că a violat-o. 
Siseanu susține că „cel mai prețios lucru din lume este puterea” și îi spune avocatei că toți oamenii sunt proști; el a fondat un cult păgân închinat lui Nemesis, zeița răzbunării în mitologia greacă, și s-a proclamat un fel de guru („mesagerul spiritului mondial”), promițându-le „supușilor” că le va da tinerețe și viață veșnică. Manipulați în mod subtil, vecinii săi contribuie cu sume mari de bani la „cutia speranței”. Supușii săi capătă un comportament de delir paranoid, imaginându-se a trăi într-un univers paralel cu realitatea. 
Administratorul se oferă s-o inițieze și pe B.B. și s-o proclame mesageră divină. În seara inițierii, B.B. le spune însă membrilor sectei că Siseanu este un șarlatan care îi minte, spunându-le că pot să facă un lucru pe care el-însuși nu e capabil să-l facă. Prins cu minciuna, guru-ul fuge și este urmărit de locatari și bătut. Chemați la fața locului, milițienii îl arestează pe Siseanu. El este judecat de tribunal pentru infracțiunile de înșelătorie, șantaj, practicarea de jocuri de noroc, calomnie și nerespectarea regimului armelor și munițiilor. Judecătorul îl găsește vinovat și-l condamnă la șapte ani de închisoare. Rămas singur în boxa acuzaților dintr-o sală pustie, Siseanu se adresează unui univers „ostil” și amenință să dea în judecată pe toată lumea.

## Distribuție
- Gheorghe Dinică — N. M. Siseanu, administratorul blocului, fost director de complex
- Carmen Galin — avocata B. B. Mirea, soția ziaristului
- Emil Hossu — ziaristul Victor Mirea zis Balaurul
- Ileana Stana Ionescu — vecina Olga Limbășanu
- Sebastian Papaiani — vecinul Radu Poprescu
- Stela Popescu — vecina Ana Bodeanu
- Rodica Popescu-Bitănescu — vecina Ileana, mama Cameliei
- Cornel Gîrbea — vecin de bloc
- Vladimir Găitan — procuror
- Dumitru Rucăreanu — A. S. Fulescu, succesorul lui Siseanu în funcția de director
- Mariana Cercel — vecina de bloc care repetă „cometa Halley”
- Mihai Ciucă — avocatul Bacaran
- Ion Besoiu — Virgil Cocean, șef de secție la Atitudinea
- Constantin Diplan — regizorul Dan Anghel Zernoveanu, prietenul lui Mirea
- Cezara Dafinescu — vecina Luci Roman, medic stomatolog
- Ovidiu Moldovan — judecător
- Jean Constantin — bișnițarul Ionel James Giovanni Cocoloș
- Horațiu Mălăele — vecinul Tudor Tudor
- Cristina Tacoi
- Cristian Ștefănescu — vecinul Bumbac, valetul lui N.M. Siseanu
- Manuela Ciucur — Mia, fiica Anei Bodescu
- Lamia Beligan — Mica, fiica Anei Bodescu
- Manuela Hărăbor — Lia, fiica Anei Bodescu, logodnica lui Tudor
- Liviu Crăciun
- Alexandru Lazăr — ziarist la Atitudinea
- Sorin Medeleni
- Vasile Popa — vecin de bloc
- Valy Voiculescu-Pepino
- Dorina Done
- Anda Călugăreanu — soția lui Cocoloș
- Mihai Mălaimare — milițian
- Geo Saizescu — poet, prietenul lui Mirea
- Cătălin Saizescu — copil din bloc
- Mitzura Arghezi — vecina Elena Carambaș
- Aristide Teică — vecinul Serghie Lăbuneac
- Andrei Bursaci — vecinul Tiberiu Privighetorița
- Jenny Petrescu
- Nuni Anestin — vecinul Valeriu Fănică Velciu
- Liana Dan Rizea
- Carmen Zecheru — vecină de bloc
- Traian Zecheru
- Petre Moraru
- Sorin Gheorghiu — judecător
- Florența Militaru
- George Ciubotaru — Nelu, iubitul Miei
- Tudor Petruț — vânzător de ziare
- Bogdan Stanoevici
- Alecu Croitoru
- Alexandru D. Lungu
- Mihai Boghiță — vecin de bloc
- Valentin Teodosiu — ing. Roman de la Ferma Văcărești
- Lidia Luludis
- Anda Caropol
- Victoria Mierlescu

## Inconsecvențe
Filmul conține unele inconsecvențe. Astfel, numele întreg al administratorului de bloc este prezentat uneori Nae Mugurel (în plângerea făcută la procuratură de Olga Limbășanu), iar alteori Nestor Mugurel (în hotărârea judecătorească). Șeful direct al lui Victor Mirea de la ziarul „Atitudinea” se numea Vladimir Cocea în filmul Secretul lui Bachus, pentru ca în acest film să fie numit Virgil Cocean. Interpreții șefului sunt însă diferiți: locul lui Octavian Cotescu (decedat în 1985) a fost luat aici de Ion Besoiu, caracterul personajului rămânând însă neschimbat.

## Producție
Scenariul filmului a fost scris de romancierul Titus Popovici, care a valorificat prin acest film „disponibilitățile civice” ale satirei și a continuat colaborarea fructuoasă cu regizorul de comedie Geo Saizescu începută prin filmul Secretul lui Bachus (1984). Titus Popovici a adăugat: „sunt prea trist ca să scriu drame”, mărturisindu-și revolta și dezgustul față de personajele incriminate în scenariu.
Filmul a fost realizat în studiourile Centrului de Producție Cinematografică București. Regizor secund a fost Lidia Slavu. Animația titlurilor a fost realizată de Florica Vintilă. Imaginile au fost filmate de operatorul Aurel Kostrakiewicz, colaboratorul constant al regizorului.
Alături de actori, în film apare și regizorul Geo Saizescu, nelipsit în filmele sale începând cu Astă seară dansăm în familie (1972).
Filmul conține și o satiră la adresa așa-ziselor filme de artă din România, la care sălile cinematografelor rămâneau goale. Un regizor interpretat de Constantin Diplan a realizat un film intitulat Demers contemporan și, lăudat de trei tineri entuziasmați, a declarat cu emfază: „Copii, demersul s-a constituit într-o reușită sprijinită prin lipsa de îmbulzeală a publicului. Asta mi-am și dorit: să vină să se reculeagă doar o elită consubstanțială”, iar apoi și-a catalogat iubita ca fiind doar o tâmpită atunci când ea i-a spus că n-a înțeles nimic din film.

## Recepție
Filmul Secretul lui Nemesis a avut parte de un mare succes la public, fiind vizionat de 2.903.307 de spectatori la cinematografele din România, după cum atestă o situație a numărului de spectatori înregistrat de filmele românești de la data premierei și până la data de 31.12.2007 alcătuită de Centrul Național al Cinematografiei.

### Premii
Actorul Gheorghe Dinică a primit în 1987 Premiul special al juriului Asociației Cineaștilor din România (ACIN) pentru rolurile principale din filmele Figuranții, Cuibul de viespi și Secretul lui Nemesis.

### Recenzii critice
Jurnalistul Cristian Tudor Popescu, doctor în cinematografie și profesor asociat la UNATC, considera Secretul lui Nemesis drept un film cu caracter politic și propagandistic al epocii comuniste,, scenariul fiind scris de „cel mai eficient propagandist prin manipulare al cinematografiei comuniste”.
Criticul Călin Căliman scria în Istoria filmului românesc (1897-2000) (2000) că Secretul lui Nemesis este o satiră, „de fapt o farsă grotescă [ce] are drept ținte principale credulitatea și ignoranța”. Filmul satirizează nu doar un caz singular sau un individ anumit, ci mai multe tare morale ca ipocrizia, oportunismul, minciuna și comportamentul retrograd ce caracteriza viața social-politică din România în acei ani. Ținând cont de contextul acelor ani, Căliman consideră că realizarea unei satire în anul 1987 constituia în sine „o atitudine civică (dacă nu cumva un gest disident)”.
Criticul Tudor Caranfil a dat filmului o stea din cinci și a făcut următorul comentariu: „N. M. Siseanu, obscur administrator de bloc, care disimulează tare morale dintre cele mai nocive sub masca principialității, păstorește, în taină, o sectă care-i aduce beneficii. Satiră care depășește cu mult limitele „comenzii sociale” (atac la adresa „meditației transcendentale”) scrisă de Titus Popovici. Realizatorul insistă pe aspectele exterioare spectaculos oferite de intrigă (o partidă de pocker pe care o lălăie peste zece minute, insolitul plenarei sectanților, pitorescul tipurilor) neremarcând cea mai interesantă ofertă a scenariului, portretul unui ins cu nostalgia puterii de care a dispus în exces și a abuzat, devenind, după ce a fost „dat la o parte”, un zeu al răzbunării. Preocuparea pentru clișeele verbale ale epocii, rezervate nu numai lui N.M.S., ci și mai tuturor personajelor, de la redactorul-șef până la magistrați, prevestește proza postdecembristă a scriitorului: „Cutia de ghete”. Balansând între aparenta intransingență și corupția cinică, evoluează un Dinică, „guru” de mahala, monument al duplicității.”